# Junior Eurovisiesongfestival 2014
Het Junior Eurovisiesongfestival 2014 was de 12de editie van het liedjesfestival. Het werd gehouden in de Maltese plaats Marsa.

## Format
Er werd één grote wijziging doorgevoerd in het reglement van het Junior Eurovisiesongfestival. De regel die zei dat een lied tussen de 2 minuten 30 seconden en 2 minuten 45 seconden moest zijn, werd afgeschaft. In de plaats daarvan werd de maximumgrens van een lied opgetrokken tot 3 minuten, net zoals dit al decennia het geval was op het Eurovisiesongfestival. Op deze manier wil de EBU het doelpubliek definitief verleggen naar tieners i.p.v. te focussen op kinderen.
Het festival vond plaats in het Malta Shipbuilding, in Marsa. De voormalige scheepswerf werd voor het festival omgebouwd tot een volwaardige locatie voor optredens, met een capaciteit van 4.000 zitplaatsen. Opvallend: het Eurovisiesongfestival 2014 in de Deense hoofdstad Kopenhagen vond ook plaats op de voormalige scheepswerf B&W Hallerne.
Er namen zestien landen deel aan de twaalfde editie van het Junior Eurovisiesongfestival, het hoogste aantal sinds 2007.

### Presentator
Op 10 september 2014 maakte de Maltese openbare omroep bekend dat Moira Delia het Junior Eurovisiesongfestival 2014 zou presenteren. Ze is in eigen land bekend om de presentatie van de nationale voorronde voor het Eurovisiesongfestival. Het was de eerste keer dat het Junior Eurovisiesongfestival slechts door één persoon gepresenteerd wordt.

## Uitslag

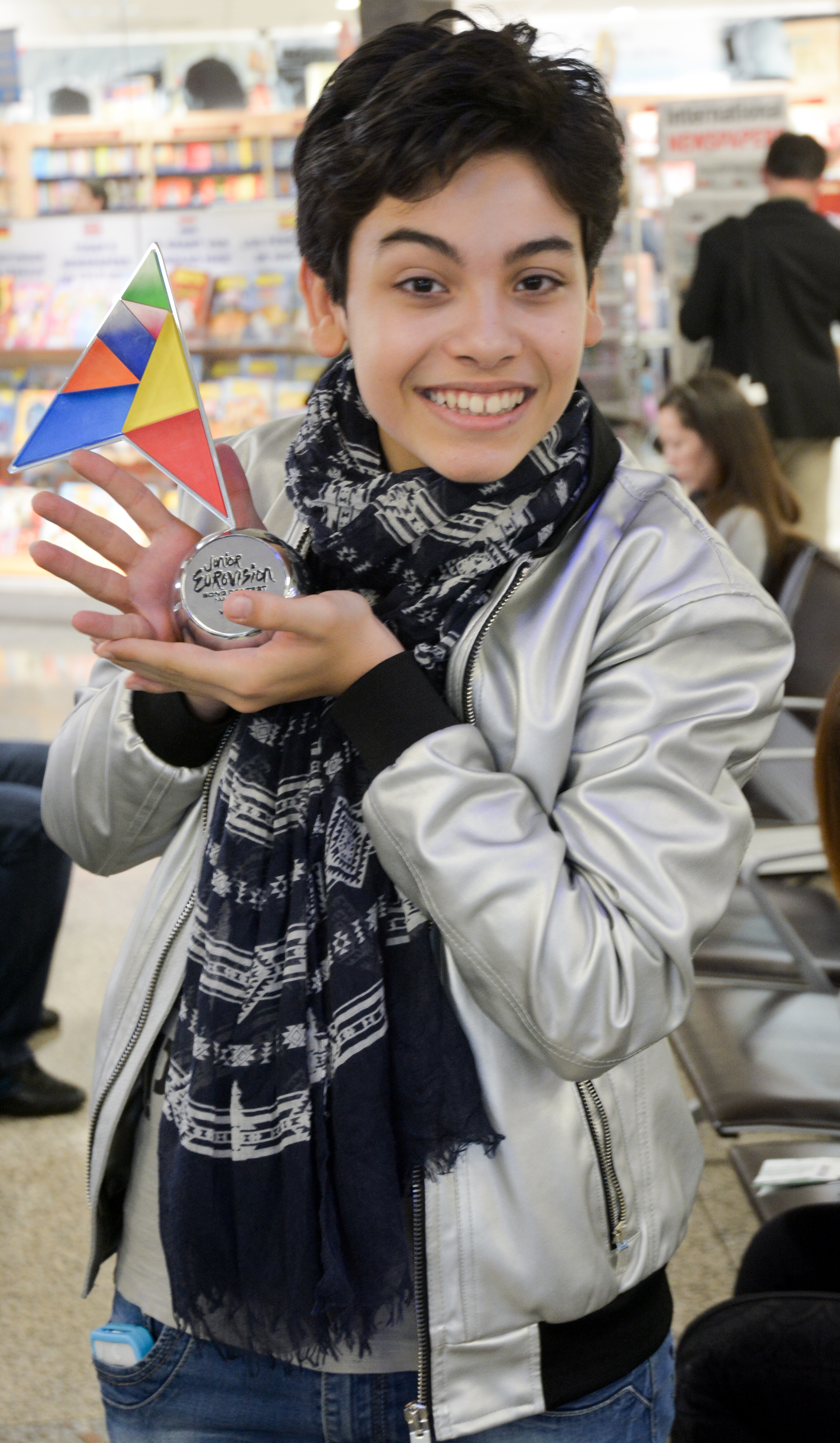
Winnaar Vincenzo Cantiello

| Plaats | Land        | Taal                    | Artiest                        | Lied                     | Punten |
| ------ | ----------- | ----------------------- | ------------------------------ | ------------------------ | ------ |
| 1      | Italië      | Italiaans en Engels     | Vincenzo Cantiello             | Tu primo grande amore    | 159    |
| 2      | Bulgarije   | Bulgaars                | Krisia, Hasan & Ibrahim        | Planet of the children   | 147    |
| 3      | Armenië     | Armeens en Engels       | Betty                          | People of the sun        | 146    |
| 4      | Malta       | Engels                  | Federica Falzon                | Diamonds                 | 116    |
| 5      | Rusland     | Russisch en Engels      | Alisa Kozjikina                | Dreamer                  | 96     |
| 6      | Oekraïne    | Oekraïens en Engels     | Sympho-Nick                    | Spring will come         | 74     |
| 7      | Wit-Rusland | Wit-Russisch            | Nadezjda Misjakova             | Sokal                    | 71     |
| 8      | Nederland   | Nederlands en Engels    | Julia                          | Around                   | 70     |
| 9      | Cyprus      | Grieks en Engels        | Sophia Patsalides              | I pio omorfi mera        | 69     |
| 10     | Servië      | Servisch                | Emilija Ðonin                  | Svet u mojim očima       | 61     |
| 11     | Georgië     | Georgisch en Engels     | Lizi Pop                       | Happy day                | 54     |
| 12     | Slovenië    | Sloveens en Engels      | Ula Ložar                      | Nisi sam (your light)    | 29     |
| 13     | Zweden      | Zweeds en Engels        | Julia Kedhammar                | Du är inte ensam         | 28     |
| 14     | Montenegro  | Montenegrijns en Engels | Maša Vujadinovic & Lejla Vulić | Budi dijete na jedan dan | 24     |
| 15     | San Marino  | Italiaans en Engels     | The Peppermints                | Breaking my heart        | 21     |
| 16     | Kroatië     | Kroatisch en Engels     | Josie                          | Game over                | 13     |

## Scorebord
| Deelnemers  | 12 p. | Kinderjury | BY | BG | SM | HR | CY | GE | SE | UA | SI | ME | IT | AM | RU | RS | MT | NL |
| ----------- | ----- | ---------- | -- | -- | -- | -- | -- | -- | -- | -- | -- | -- | -- | -- | -- | -- | -- | -- |
| Wit-Rusland | 12    | 8          |    | 1  | 3  | 2  | 1  | 6  | 5  | 6  | 2  | 0  | 1  | 3  | 8  | 0  | 6  | 7  |
| Bulgarije   | 12    | 4          | 7  |    | 0  | 12 | 12 | 8  | 10 | 8  | 10 | 8  | 10 | 7  | 7  | 12 | 8  | 12 |
| San Marino  | 12    | 0          | 0  | 0  |    | 0  | 0  | 0  | 0  | 0  | 0  | 0  | 8  | 0  | 0  | 0  | 1  | 0  |
| Kroatië     | 12    | 0          | 0  | 0  | 1  |    | 0  | 0  | 0  | 0  | 0  | 0  | 0  | 0  | 0  | 0  | 0  | 0  |
| Cyprus      | 12    | 6          | 3  | 8  | 8  | 0  |    | 4  | 6  | 0  | 4  | 4  | 5  | 0  | 3  | 0  | 0  | 6  |
| Georgië     | 12    | 1          | 4  | 2  | 2  | 1  | 3  |    | 0  | 2  | 0  | 0  | 0  | 12 | 5  | 1  | 7  | 2  |
| Zweden      | 12    | 0          | 0  | 0  | 0  | 0  | 2  | 1  |    | 3  | 0  | 0  | 4  | 1  | 0  | 0  | 0  | 5  |
| Oekraïne    | 12    | 0          | 6  | 4  | 0  | 7  | 4  | 7  | 0  |    | 1  | 10 | 3  | 4  | 4  | 5  | 4  | 3  |
| Slovenië    | 12    | 0          | 1  | 0  | 0  | 3  | 0  | 0  | 2  | 0  |    | 3  | 0  | 2  | 0  | 2  | 0  | 4  |
| Montenegro  | 12    | 0          | 0  | 0  | 0  | 0  | 0  | 0  | 0  | 0  | 3  |    | 0  | 0  | 0  | 4  | 5  | 0  |
| Italië      | 12    | 12         | 2  | 10 | 12 | 10 | 10 | 10 | 7  | 10 | 12 | 12 |    | 8  | 6  | 8  | 10 | 8  |
| Armenië     | 12    | 7          | 12 | 12 | 7  | 6  | 6  | 12 | 8  | 12 | 8  | 2  | 2  |    | 12 | 6  | 12 | 10 |
| Rusland     | 12    | 5          | 10 | 7  | 5  | 5  | 8  | 3  | 1  | 5  | 7  | 5  | 0  | 10 |    | 10 | 3  | 0  |
| Servië      | 12    | 3          | 0  | 6  | 6  | 8  | 0  | 0  | 3  | 4  | 5  | 7  | 6  | 0  | 1  |    | 0  | 0  |
| Malta       | 12    | 10         | 8  | 5  | 10 | 0  | 7  | 5  | 4  | 7  | 6  | 6  | 12 | 6  | 10 | 7  |    | 1  |
| Nederland   | 12    | 2          | 5  | 3  | 4  | 4  | 5  | 2  | 12 | 1  | 0  | 1  | 7  | 5  | 2  | 3  | 2  |    |

## 12 punten
| Aantal keer 12 | Land      | Gekregen van                                              |
| -------------- | --------- | --------------------------------------------------------- |
| 6              | Armenië   | Bulgarije, Georgië, Malta, Oekraïne, Rusland, Wit-Rusland |
| 4              | Italië    | Kinderjury, Montenegro, San Marino, Slovenië              |
| 4              | Bulgarije | Cyprus, Kroatië, Nederland, Servië                        |
| 1              | Georgië   | Armenië                                                   |
| 1              | Malta     | Italië                                                    |
| 1              | Nederland | Zweden                                                    |

## Wijzigingen

Deelnemende landen
Landen die in het verleden deelgenomen hebben, en dit jaar afwezig waren.

### Debuterende landen
- Italië: de EBU wist Italië te overtuigen deel te nemen aan het Junior Eurovisiesongfestival. Het nieuws van het Italiaanse debuut werd vrijgegeven op 8 juli 2014.
- Montenegro: op 18 juli 2014 maakte de Montenegrijnse openbare omroep bekend dat het Balkanland voor het eerst zou deelnemen aan het festival.
- Slovenië: na wekenlange geruchten werd op 19 augustus 2014 bevestigd dat het land in Marsa zou debuteren op het Junior Eurovisiesongfestival.

### Terugkerende landen
- Bulgarije: na een afwezigheid van twee jaar maakte de Bulgaarse openbare omroep op 25 juli 2014 bekend terug te keren op het Junior Eurovisiesongfestival.
- Cyprus: op 3 juli 2014 maakte de Cypriotische omroep CyBC bekend dat het land zou terugkeren op het festival. Het zou de eerste deelname van Cyprus zijn sinds 2009.
- Kroatië: de eerste winnaar van het Junior Eurovisiesongfestival keert in 2014, na in 2006 voor het laatst te hebben deelgenomen, terug naar het festival. Dat maakte de EBU op 26 september 2014 bekend.
- Servië: ook Servië keerde terug, na sinds 2010 niet meer aanwezig te zijn geweest. Dit nieuws werd op 26 juli 2014 bekendgemaakt.

### Terugtrekkende landen
- Azerbeidzjan: bij het vrijgeven van de definitieve deelnemerslijst, op 30 september 2014, werd duidelijk dat Azerbeidzjan niet zou deelnemen aan het festival.
- Macedonië: op 4 september 2014 werd bekendgemaakt dat Macedonië, dat in 2013 laatste werd, niet zou deelnemen aan het festival.
- Moldavië: bij het vrijgeven van de definitieve deelnemerslijst, op 30 september 2014, werd duidelijk dat Moldavië niet zou deelnemen aan het festival.